# 奧希亞之樹
《奧希亞之樹》（日语： Ohia no ki）是日本歌手濱崎步的一張數位單曲，2020年7月5日於各音樂下載平台及串流媒體平台發行。

## 說明
本作為自迷你專輯《TROUBLE》發行後接近兩年以來的新曲，相隔上一首數位單曲《We are the QUEENS》約三年九個月，成為日本進入令和時代之後濱崎步第一首推出的歌曲。本作亦為濱崎步以歌手身份出道22年來，首次以非拉丁字母命名之原創曲目。
此歌曲在事前並沒有任何宣傳，僅在發行前兩日於濱崎步的官方社交平台上載了一條附上本作封面照的影片預告將會在7月4日24時有新消息發佈。歌曲發行前的晚上，在播映朝日電視台電視連續劇《M 我珍愛的人》大結局時，於廣告時段播出了以此歌曲的十數秒片段及封面照構成的影片，但沒有透露歌名或發行日等資訊，直至當晚24時於數位音樂下載平台和串流媒體平台上架。
擔當本作作曲的菊池一仁是繼2006年發行的《Beautiful Fighters》之後，時隔14年為濱崎步提供作品。
本作其後以實體CD單曲的方式附屬在《ayumi hamasaki COUNTDOWN LIVE 2019-2020 〜Promised Land〜 A》影音作品的初回生產限定盤（粉絲俱樂部及mu-mo網上商店限定發售）之中，該作品在同年8月26日發行。另外，於2021年4月8日發行的抒情精選輯《A BALLADS 2》中也有收錄本作。

## 收錄歌曲
1. オヒアの木
作詞：濱崎步／作曲：菊池一仁／編曲：中野雄太